# Albert Braut
Pour les articles homonymes, voir Braut.
Albert Braut, né le 6 octobre 1874 à Roye et mort le 6 février 1912 à Pau, est un peintre français.

## Biographie
Né en 1874 à Roye, fils d'Auguste Louis Braut, employé de commerce, et d'Alfrédine Agnès Fournier, son épouse, Albert Braut est élève d'Élie Delaunay et de Gustave Moreau.
Il reçoit une citation au Salon de la Société nationale des Beaux-Arts en 1893 et à l'Exposition Universelle de 1900. Il expose également au Salon d'automne.
Son œuvre peut être divisée en trois séries : parcs, intérieurs et portraits.
Albert Braut meurt le 6 février 1912 à Pau, à l'âge de 37 ans. Il est inhumé quelques jours plus tard au cimetière parisien de Saint-Ouen.